# Anamika (film)
Anamika – indyjski film z Dino Moreą i Manishą Lambą w rolach głównych.
Film miał premierę 2 maja 2008 roku. Film wyreżyserował Anant Mahadevan, scenariusz napisał Anant Mahadevan na podstawie powieści Daphne du Maurier.

## Obsada
- Dino Morea jako Vikram Singh Sisodiya
- Minissha Lamba jako Jia Rao
- Gulshan Grover jako Pratap
- Aarti Chhabria jako Anamika
- Koena Mitra jako Malinii
- Achint Kaur
- Prithvi Zutshi
- Vishwajeet Pradhan
- Jatin Grewal